# Seongnae-dong, Daegu
Seongnae-dong (koreanska: 성내동) är en stadsdel i staden Daegu i den sydöstra delen av Sydkorea, 240 km sydost om huvudstaden Seoul. Den ligger i stadsdistriktet Jung-gu.
Daegus järnvägsstation ligger i Seongnae-dong.

## Indelning
Administrativt är Seongnae-dong indelat i:
| Namn    | Namn                 | Yta km² | Invånare 31 dec 2020 |
| ------- | -------------------- | ------- | -------------------- |
| 성내1동 | Seongnae1(il)-dong   | 0,90    | 5 150                |
| 성내2동 | Seongnae 2(i)-dong   | 0,76    | 4 703                |
| 성내3동 | Seongnae 3(sam)-dong | 0,79    | 5 191                |